# Gerónimo Giménez y Bellido
Gerónimo Giménez y Bellido (auch: Jerónimo Giménez y Bellido; * 10. Oktober 1854 in Sevilla; † 19. Februar 1923 in Madrid) war ein spanischer Violinist und Komponist.

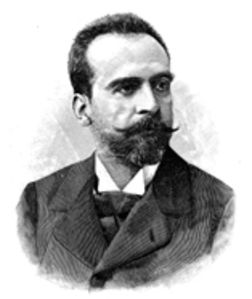
Gerónimo Giménez

## Leben
Bereits mit zwölf Jahren war er erster Geiger im Orchester des Teatro Principal seiner Heimatstadt und übernahm 5 Jahre darauf auch dessen Leitung. Stipendien ermöglichten ihm ein Studium in Paris, wo er erste Preise in Harmonielehre und Komposition errang. Er gelangte dann über Italien nach Madrid, wo er in Ruperto Chapí y Lorente einen einflussreichen Förderer fand. Er übernahm die Leitung des Orchesters des Teatro de la Zarzuela und in diesem Genre sollte auch seine Zukunft liegen. Von 1887 bis 1920 komponierte er jährlich mehrere dieser Bühnenwerke, davon etliche gemeinsam mit insbesondere Amadeo Vives, aber auch mit anderen Komponisten.
Er schuf nahezu ausschließlich Zarzuelas und zeigte sich als ein Meister dieser Form, da er einerseits ein handwerklich ausgezeichneter Komponist war, der den Orchesterklang geschickt und effektvoll einzusetzen verstand, andererseits ein Ohr für die spanische Volksmusik besaß, die er immer wieder wirkungsvoll in seine Werke einzubeziehen wusste. Hervorzuheben wegen ihres nachhaltigen Erfolges sind die Werke De vuelta del vivero (1895), La boda de Luis Alonso (1897) und La tempranica (1900).
Am Staatstheater Braunschweig wurde 1997/98 das Stück El barbero de Sevilla (1901) unter dem Titel „El Barbero oder Liebling, pack die Kastagnetten ein“ aufgeführt.